# Rea Tajiri
Rea Tajiri é uma cineasta e roteirista norte-americana, conhecida por seu ensaio pessoal ”História e Memória: Para Akiko e Takashige” (1991).

## Vida
Rea Tajiri nasceu em 1958 em Chicago, Illinois.  
Tajiri frequentou o California Institute of the Arts (CalArts), onde obteve seus diplomas de Bacharel em Belas Artes (BFA) e Mestre em Belas Artes (MFA) em arte pós-estúdio. Ela mudou-se para Nova York em 1979, onde esteve envolvida com o centro de arte The Kitchen.

## Carreira
As obras de arte e produções de Tajiri foram incluídas na Bienal de Whitney nos anos de 1989, 1991 e 1993. Seus trabalhos também foram expostos no Museu de Arte Contemporânea de Nova York, no Museu de Arte Moderna, no Museu Solomon R. Guggenheim, no Museu de Arte Walker e nos Arquivos de Filmes do Pacífico. Tajiri recebeu o prêmio Pew Fellowship na categoria artística em 2015.
“História e Memória: Para Akiko e Takashige” (1991) foi um ensaio documental pessoal de Tajiri sobre o internamento de japoneses-americanos. Estreou na Bienal de Whitney de 1991 e ganhou o Prêmio de Realização Distinta da International Documentary Association. Também recebeu o Prêmio do Júri Especial na categoria “Novas Visões” no Festival Internacional de Cinema de São Francisco em 1992, e ganhou o prêmio de “Melhor Vídeo Experimental” no Festival de Filme e Vídeo de Atlanta em 1992. Em 1993, co-produziu, com Pat Saunders, o documentário “Yuri Kochiyama: Paixão pela Justiça”, um documentário sobre a ativista de direitos humanos nipo-americana Nisei Yuri Kochiyama.
Ela colaborou com a autora canadense-japonesa Kerri Sakamoto para escrever o roteiro do filme “Strawberry Fields”, uma história de amadurecimento sobre uma garota nipo-americana na Chicago dos anos 1970. O filme foi filmado em 1994 com financiamento da CPB, NEA e ITVS. O elenco inclui Suzy Nakamura, James Sie, Chris Tashima e Takayo Fischer, sendo concluído em 1997 e exibido no Festival Internacional de Cinema Asiático-Americano de São Francisco e no Festival de Cinema de Los Angeles. A produção também foi selecionada para o Festival Internacional de Cinema de Veneza e ganhou o Grande Prêmio no Festival de Cinema Asiático de Fukuoka.
Atualmente, Rea Tajiri é professora associada na Divisão de Teatro da Temple University, onde leciona produção de documentários. A diretora está trabalhando em um documentário intitulado Wisdom Gone Wild,  um filme que detalha sua jornada de dezesseis anos como cuidadora de sua mãe que sofria de demência.

## Características do filme

### Metanarrativa
Tajiri é creditada como uma cineasta documental inovadora por tecer brilhantemente diferentes narrativas, utilizando tanto imagens encontradas quanto sua própria história e experiências.

### Documentário de vanguarda
“Dirigido por Rea Tajiri, 'Strawberry Fields' não segue uma linha narrativa direta. Em vez disso, Tajiri opta por incursões graciosas e oníricas na memória coletiva dos nipo-americanos da era da guerra. Ao mostrar ao público fotos granuladas e filmes de um mundo que Irene nunca poderá conhecer, a diretora Tajiri intensifica o senso de busca neste filme enigmático.” — Lynn Voedisch, Chicago Sun Times.

### Técnicas
“Tajiri frequentemente concentra sua investigação na representação dos asiático-americanos na mídia popular. Em Off Limits (1988), ela critica a representação de Hollywood da Guerra do Vietnã e do povo vietnamita, juxtapondo fragmentos de Easy Rider com seu próprio texto para dar voz a um personagem vietnamita. Em História e Memória (1990), Tajiri examina a construção da história e a manipulação da memória coletiva por meio de um poderoso pastiche de reminiscências pessoais e imagens da mídia em massa sobre o internamento de japoneses-americanos durante a Segunda Guerra Mundial.” — Electronic Arts Intermix

### História e Memória
Um filme experimental que reflete a memória da mãe de Tajiri do período de guerra em que ela viveu. A trama é exibida por meio de fragmentos de memória e da história conhecida da família. Tajiri apresenta o filme em quatro partes diferentes: eventos que acontecem diante da câmera, eventos reencenados, eventos contados através da memória de conversas dos personagens e eventos sabidos que aconteceram, mas não são mostrados. Como narradora deste documentário, Tajiri utiliza texto e comunicação verbal com seu público para intensificar o propósito da memória ou imagens que ela apresenta ao seu público. Através deste filme, Tajiri destacou a ausência de nipo-americanos na produção cinematográfica. Ao sustentar qualquer história desconstruída e memória que possa ter da experiência de sua família, Tajiri é elogiada por chamar a atenção para a cultura do passado de sua família. Tajiri também é conhecida por chamar a atenção para um tópico usando a ausência para afirmar presença. Em História e Memória, personagens ausentes têm uma presença significativa, pois sua memória é vital para a mensagem do filme. Esta habilidade de destacar um personagem, tópico ou evento ausente sem confusão, ou mal-entendido é difícil de alcançar para um cineasta, mas Tajiri certamente consegue fazê-lo (Streamas). Este documentário, por fim, concedeu a Tajiri o Prêmio de Realização Distinta da International Documentary Association e um Prêmio do Júri Especial do San Francisco International Film Festival (Dorsey). A maneira de filmar de Tajiri é mais reconhecida em História e Memória, onde ela distorce a câmera para mostrar o resgate da memória.

### Strawberry Fields
“Strawberry Fields” foi produzido pela Open City Films e pela ITVS. Estreou na Europa no Festival Internacional de Cinema de Veneza e também recebeu o Grande Prêmio no Festival de Cinema Asiático de Fukuoka (Dorsey).
Tajiri foca no reconhecimento da identidade asiático-americana em seus filmes, diferindo da cultura asiático-americana. Tajiri vai contra as normas sociais em “Strawberry Fields", onde a protagonista Irene, uma mulher nipo-americana de terceira geração, exibe publicamente sua raiva interior. Na maioria das obras de Tajiri, ela chama constantemente a atenção para questões sociais, como em “História e Memória”, onde destaca que asiático-americanos, latinos ou negros não conseguem se integrar completamente na população branca americana.

## Legado
Seu trabalho é estudado como parte do currículo em muitos programas universitários de documentário e cinema feminino. Tajiri trouxe atenção para a identidade no cinema, exibindo tensões culturais e curiosidades para educar seu público através das histórias que conta em filmes específicos.

## Filmografia

### Diretora
- Trilogia Hitchcock 1987
- Fora dos limites 1988
- História e Memória: Para Akiko e Takashige 1992
- Yuri Kochiyama: Paixão pela Justiça 1993
- Strawberry Fields 1997
- Pequenos Assassinatos 1999
- Aloha 2000
- Lordville 2014

### Produtora
- Strawberry Fields 1997
- Yuri Kochiyama: Passion for Justice 1999

### Roteirista
- Strawberry Fields 1997

### Atriz
- Robot Stories  2003

## Premiações
- 1989 NEA Visual Arts Fellowship
- 1990 NEA Production Grant
- 1992 International Documentary Association, Distinguished Achievement Award – History and Memory"
- 1992 San Francisco International Film Festival, Special Jury Award: New Visions Category -- "History and Memory"
- 1992 Atlanta Film & Video Festival, Best Experimental Video -- "History and Memory”
- 1993 NEA Visual Arts Fellowship
- 1994 NEA Production Grant
- 1998 Fukuoka Asian Film Festival, Grand Prix – Strawberry Fields
- 1992 Rockefeller Media Fellowship
- 1999 Rockefeller Media Fellowship
- 2000 New York Foundation for the Arts
- 2001 Smack Mellon Residency
- 2003 MacDowell Colony Residency
- 2015 Pew Fellowship in the Arts

## Links externos
- Rea Tajiri at IMDb
- Rea Tajiri in the Video Data Bank
- Rea Tajiri profile on Women Make Movies site
- Rea Tajiri Fellowships listing on mediaartists.org Arquivado em 2018-09-10 no Wayback Machine